# 魏益德
魏益德（？—556年），襄陽郡（今湖北省襄阳市）人，南北朝时南梁、西梁政治人物。

## 生平
魏益德有才幹，膽量和勇氣都異於常人，南梁時期魏益德多次随军征讨，以功多次升任太守。蕭詧到襄陽后，任命魏益德为府司馬，把魏益德、尹正、薛晖、许孝敬、薛宣作为武将中的得力助手。大统十六年（550年），蕭詧投靠西魏，秉承西魏皇帝旨意，就任命魏益德為將軍，魏益德很快加大將軍。魏恭帝元年（554年），蕭詧稱帝，魏益德進位柱國，封上黄县侯，食邑一千户，加車騎將軍。大定二年（556年），魏益德去世，朝廷赠予司空，谥号忠壯，进爵为公。天保五年（566年），梁明帝蕭巋将魏益德祔祭在蕭詧宗庙之中。

## 其他
魏益德原本要娶同乡丁令光，事情还没成，而当时萧衍镇守樊城，曾经登楼瞭望，见汉水岸边五彩辉耀，像一条龙，下面有一个女子在分剥绵絮，就是丁令光。后来，丁家通过别人把相面人说的话告诉萧衍，萧衍把一个金环赠给丁家，就将丁令光纳为妾。